# Marcus Junius Brutus maior
Marcus Junius Brutus (- 77 v.Chr.) was lid van de gens Junia en vader van de gelijknamige moordenaar van Caesar.
In 83 v.Chr. was hij volkstribuun (tribunus plebis) en liet hij een wet goedkeuren, waardoor er in Capua een colonia werd gesticht.
Toen na Sulla's dood in 78 v.Chr. de consul Marcus Aemilius Lepidus de invloed van de optimates wilde terugdringen, sloot Brutus zich bij hem aan. Als proconsul vertrouwde Lepidus in het volgende jaar (77 v.Chr.) de hem toegekende provincia Gallia Cisalpina aan Brutus toe en trok hij zelf op tegen Rome. Lepidus werd weliswaar snel verslagen, maar Brutus wist het door Gnaius Pompeius Magnus belegerde Mutina te behouden, tot hij zich in 77 v.Chr. om onbekende redenen overgaf. Hoewel hem was beloofd dat hij zich met een ruiterescorte mocht terugtrekken, werd hij de volgende dag door Pompeius’ aanhanger Geminius vermoord.
Brutus was getrouwd met Servilia Caepionis, met wie hij één kind had: Marcus Junius Brutus minor.

## Noot
1. ↑  Plutarchus, Pompeius 16.3-5.